# Robert Kühner
Robert Kühner (ur. 15 marca 1903 w Paryżu, zm. 27 lutego 1996 w Lyonie) – francuski mykolog.
Robert Kühner studiował na Sorbonie, a następnie pracował jako nauczyciel w szkole średniej w Lille. Od 1938 r. był związany z Wydziałem Nauk w Lyonie. Najbardziej znany jest z krytycznej analizy wielu gatunków pieczarniaków (Agaricomycetes).
Opisał wiele nowych taksonów grzybów, a jeszcze więcej gatunków poddał krytycznej analizie i zmienił ich nazwę, przenosząc je do innego rodzaju. Przy nazwach naukowych tych taksonów dodawany jest jego nazwisko Kühner.
Jego uczniem był Paul Berthet.

## Wybrane publikacje
1. Contribution à l’étude des hyménomycètes et spécialement des agaricacés, 1926 – Contribution to the study of Hymenomycetes and especially of Agaricales.
2. Le genre Galera (Fries) Quélet, 1935 – The genus Galera (Fries) Quélet.
3. Le genre Mycena (Fries) Étude cytologique et systématique des espèces d’Europe et d’Amérique du Nord, 1938 – The genus Mycena (Fries), cytological and systematic studies of species native to Europe and North America.
4. Flore analytique des champignons supérieurs (agarics, bolets, chanterelles), 1953 – Analysis of major mushrooms (agarics, boletes, chanterelles).
5. Compléments à la „Flore analytique, 1954 – Additions to the „Flora analytique”.
6. Agaricales de la zone alpine: Amanitacées, 1972 – Agaricales of the Alpine zone: Amanitaceae[3].